# Brian Hooper
Brian Hooper (Brian Roger Leslie Hooper; * 18. Mai 1953 in Woking) ist ein ehemaliger britischer Stabhochspringer.
1974 gewann er bei den British Commonwealth Games in Christchurch für England Bronze. Bei den Europameisterschaften in Rom wurde er Zehnter.
Bei den Olympischen Spielen 1976 in Montreal kam er auf den 16. Platz.
1978 holte er bei den Commonwealth Games in Edinburgh erneut Bronze und wurde Siebter bei den Europameisterschaften in Prag.
1979 wurde er Achter bei den Halleneuropameisterschaften in Wien, 1980 Elfter bei den Olympischen Spielen in Moskau und 1986 Fünfter bei den Commonwealth Games in Edinburgh.
Dreimal wurde er Englischer Meister (1973, 1980, 1986), sechsmal Englischer Hallenmeister (1973, 1975, 1976, 1978, 1979, 1981) und einmal Britischer Meister (1979).

## Persönliche Bestleistungen
- Stabhochsprung: 5,59 m, 6. September 1980, London
  - Halle: 5,50 m, 28. Februar 1981, Redruth